# Бряг Кемп
Бряг Кемп (на английски: Kemp Coast) е част от крайбрежието на Източна Антарктида, в източната част на Земя Ендърби, простиращ се между 67° и 67°20 ю.ш. и 56°30’ и 60° и.д. Брегът е разположен в източната част на Земя Ендърби, покрай брега на море Съдружество, част от Индийския сектор на Южния океан. На запад граничи с останалата част на Земя Ендърби, а на изток – с Брега Моусън на Земя Мак. Робъртсън. Крайбрежието му с дължина около 180 km е силно разчленено като в западната му част дълбоко навътре се вдава заливът Едуард VІІІ, а на изток следват по-малките заливи Гуин, Стефансон и Уилям Скорсби. Континенталната му част е бронирана с дебел леден щит, който на 50 km навътре в сушата нараства до 1500 m, над който се извисяват оголени скали и отделни нунатаки, части от планините Дисмал (2050 m) и Хансен (връх Ейта 2160 m). От планината Дисмал в залива Едуард VІІІ се спускат големите континентални ледници Уилма и Робърт, а в заливите Стефансон и Уилям Скорсби – ледниците Косгров и Диверс.
Брега Кемп е открит през 1833 г. от британския морски офицер Питър Кемп, капитан на китобойния кораб „Магнег“, като по-късно открития от него участък от крайбрежието на Земя Ендърби е наименуван в негова чест. През февруари 1937 г. останалата част от крайбрежието е открита и заснета чрез аероснимки от норвежката експедиция на Ларс Кристенсен.